# Блафф-Сіті (Теннессі)
Блафф-Сіті (англ. Bluff City) — місто (англ. city) в США, в окрузі Салліван штату Теннессі. Населення — 1822 особи (2020).

## Географія
Блафф-Сіті розташований за координатами 36°27′34″ пн. ш. 82°16′40″ зх. д. / 36.45944° пн. ш. 82.27778° зх. д. (36.459484, -82.277888).  За даними Бюро перепису населення США в 2010 році місто мало площу 4,14 км², з яких 3,99 км² — суходіл та 0,15 км² — водойми. В 2017 році площа становила 4,69 км², з яких 4,46 км² — суходіл та 0,22 км² — водойми.

## Демографія
Згідно з переписом 2010 року, у місті мешкали 1733 особи в 727 домогосподарствах у складі 476 родин. Густота населення становила 419 осіб/км².  Було 832 помешкання (201/км²).
Расовий склад населення:
| - 96,9 % — білих - 1,1 % — чорних або афроамериканців - 0,3 % — азіатів - 0,2 % — корінних американців |

До двох чи більше рас належало 1,0 %. Частка іспаномовних становила 0,9 % від усіх жителів.
За віковим діапазоном населення розподілялося таким чином: 23,1 % — особи молодші 18 років, 64,1 % — особи у віці 18—64 років, 12,8 % — особи у віці 65 років та старші. Медіана віку мешканця становила 37,4 року. На 100 осіб жіночої статі у місті припадало 93,8 чоловіків;  на 100 жінок у віці від 18 років та старших — 90,0 чоловіків також старших 18 років.
Середній дохід на одне домашнє господарство  становив 55 017 доларів США (медіана — 39 896), а середній дохід на одну сім'ю — 68 323 долари (медіана — 52 961). Медіана доходів становила 36 758 доларів для чоловіків та 30 333 долари для жінок. За межею бідності перебувало 25,0 % осіб, у тому числі 41,2 % дітей у віці до 18 років та 5,0 % осіб у віці 65 років та старших.
Цивільне працевлаштоване населення становило 821 особа. Основні галузі зайнятості: виробництво — 17,5 %, освіта, охорона здоров'я та соціальна допомога — 16,4 %, науковці, спеціалісти, менеджери — 12,2 %, мистецтво, розваги та відпочинок — 11,0 %.